# Bojan Popović
Pour les articles homonymes, voir Popović.
Bojan Popović (en serbe : Бојан Поповић), né le 13 février 1983 à Belgrade, dans la République socialiste de Serbie, est un joueur serbe de basket-ball, évoluant au poste de meneur. 

## Carrière

### Palmarès
- Vainqueur de la Ligue adriatique 2004
- Vainqueur de la coupe ULEB 2005-2006
- Vainqueur de la coupe de Serbie-et-Monténégro 2003, 2005